# Nalini Cheriel
Nalini Cheriel, més coneguda com a Didi Cheriel, és una artista visual, música i realitzadora de vídeo resident a Los Angeles, Califòrnia.

## Carrera
Amb 19 anys, va començar dissenyant samarretes i portades de discos per a diversos grups d'Oregon. Es va convertir en un membre de la banda Adickdid, que va ser distribuïda per diverses discogràfiques, com Yoyo Registres o Kill Rock Stars. Anterioriment, havia tocat amb bandes com Juned, Teen Angels i The Hindi Guns.
En 2001, Cheriel, juntament amb amics Kurt Voss i Zoe Poledouris, va enregistrar la pel·lícula "Down and Out With the Dolls." Aquesta pel·lícula està vagament basada en la vida de Cheriel com a música. Posteriorment, Cheriel es va establir en a Los Angeles, Califòrnia on hi viu encara.
Allí va començar la seva carrera com a artista visual. El seu treball contínua amb les temàtiques explorades a nivell musical, així com nous conceptes. El tema principal del seu art, segons l'autora, és reflectir els intents dels éssers humans per connectar amb la resta de la gent i amb el món. Cheriel s'interessa per la relació entre l'ésser humà i el seu entorn natural, i en les seves pintures abunden els animals, que utilitza per descriure emocions humanes.